# IC 4584
IC 4584 — галактика типу Sc (компактна спіральна галактика) у сузір'ї Південний Трикутник.
Цей об'єкт міститься в оригінальній редакції індексного каталогу.